# Ingrid Thulin
Ingrid Lilian Thulin (Sollefteå, Ångermanland, 27 de gener de 1926 − Estocolm, 7 de gener de 2004) fou una actriu sueca de cinema i teatre i també directora cinematogràfica.

## Formació
Va iniciar la seva carrera en el ballet i al 1948 va ingressar a l'escola d’interpretació del Royal Dramatic Theatre, d'Estocolm. Va actuar al Dramaten en l'obra de Jean Anouilh La invitacio al castell i després va debutar en el cinema.

## Carrera cinematogràfica
Els films d'Ingmar Bergman Smultronstället (Maduixes silvestres, 1957) i Ansiktet (El rostre, 1958) la portaren a la fama; i establí amb aquest director una col·laboracíó que donà lloc a grans obres de creativitat conjunta al llarg de setze anys, entre les quals també figuren Nattvardsgästerna (Els combregants, 1963), Tystnaden (El silenci, 1963) o Viskningar och rop (Crits i murmuris, 1972).
Actuà per a altres directors, sobretot europeus, i realitzà grans interpretacions a The four horsemen of the Apocalypse (Els quatre genets de l'apocalipsi, de Vincente Minelli, 1962), La guerre est fini (La guerra s'ha acabat, d'Alain Resnais, 1966), Nattlek (de Mai Zetterling,1966) La caduta degli dei (La caiguda dels déus, de Luchino Visconti, 1969) o La casa del sorriso (de Marco Ferreri, 1990). També va rodar la pel·lícula de José María Forqué Un diablo bajo la almohada (1968), basada en la narració de Miguel de Cervantes, El curioso Impertinente.
Com a directora, Ingrid Thulin havia dirigit la seva primera pel·lícula el 1965, era el curt Hängivelsen (La devoció). Al 1978 codirigí amb Erland Josephson i Sven Nykvist En och en (D'un en un) i al 1982 un llargmetratge, Brusten himmel (Cel trencat, 1982).

## Filmografia parcial
- Leva på 'Hoppet' (1951)
- Foreign Intrigue (1956)
- Maduixes silvestres (Smultronstället) (1957)
- Nära livet (1958)
- Ansiktet (1958)
- Domaren (1960)
- Els quatre genets de l'apocalipsi (1962)
- Els combregants (Nattvardsgästerna') (1962)
- Agostino (1962)
- Tystnaden (1963)
- La guerra s'ha acabat (La guerre est finie) (1966)
- Vargtimmen (1968)
- La caduta degli dei (1969)
- Riten (1969)
- Viskningar och Rop (1972)
- La corta notte delle bambole di vetro (1972)
- En handfull kärlek (1974)
- La gàbia (La Cage) (1975)
- Saló Kitty (Salon Kitty) (1976)
- El pas de Cassandra (The Cassandra Crossing) (1976)
- Efter repetitionen (1984)
- Il Giorno prima (1987)
- La casa del sorriso (1990)

## Premis i nominacions
Premis
- 1958: Premi a la interpretació femenina (Festival de Canes) per Nära livet.
- 1964: Premi Guldbagge a la millor actriu, el primer any que es lliurava, per la seva interpretació a The Silence.[7]

Nominacions
- 1974: BAFTA a la millor actriu secundària per Crits i murmuris.